# Lợn Cumberland
Lợn Cumberland là giống lợn nội địa có nguồn gốc ở miền Bắc nước Anh; thịt của giống lợn này được sử dụng để sản xuất các món ngon của địa phương như xúc xích Cumberland và giăm bông Cumberland. Loài này đã tuyệt chủng vào năm 1960, sau khi thay đổi phương pháp chăn nuôi và nhu cầu về thịt ít béo dẫn đến việc giống này không còn có lợi.

## Lịch sử và đặc điểm
Cumberland là một giống rất cũ có khả năng đã được phát triển hơn vài trăm năm ở Cumberland và Westmorland, có liên quan mật thiết với lợn trắng Old Yorkshire. Đó là một loài động vật da trắng, nặng, có đôi tai thon thả và một thể chất tốt cho phép nó chịu được thời tiết xấu của miền Bắc nước Anh. Loài này phát triển nhanh chóng với kích thước trên trung bình, với hàm lượng thịt mỡ cao.
Trong thế kỷ 19, nhiều nỗ lực đã được thực hiện để 'cải thiện' giống lợn và Cumberland thường được lai với các giống Lợn trắng Yorkshire nhưng cuối cùng phát triển thành Lợn Trắng lớn, Lợn Trắng nhỏ và Lợn Trắng trung. Hiệp hội các nhà tạo giống lợn Cumberland được thành lập vào năm 1916 và giống lợn này đạt đến đỉnh cao của sự phổ biến trong những năm 1920.
Lợn Cumberland bắt đầu mất đi sự phổ biến vào giữa thế kỷ 20 do nhu cầu về thịt nạc. Năm 1955, Ủy ban Tư vấn về Phát triển Sản xuất Lợn ở Vương quốc Anh, do Ngài Harold Howitt chủ trì, đã đưa ra một báo cáo rằng những người chăn nuôi lợn ở Anh, để đảm bảo tiêu chuẩn hóa, nên tập trung vào ba giống: Lợn Trắng lớn, Lợn Wales và Lợn Landrace. Đến thời điểm này, tỉ lệ về số lượng Lợn Cumberland đã giảm dần; chỉ có ba con lợn được cấp phép vào năm 1954.